# Pennsylvanian (Amtrak)

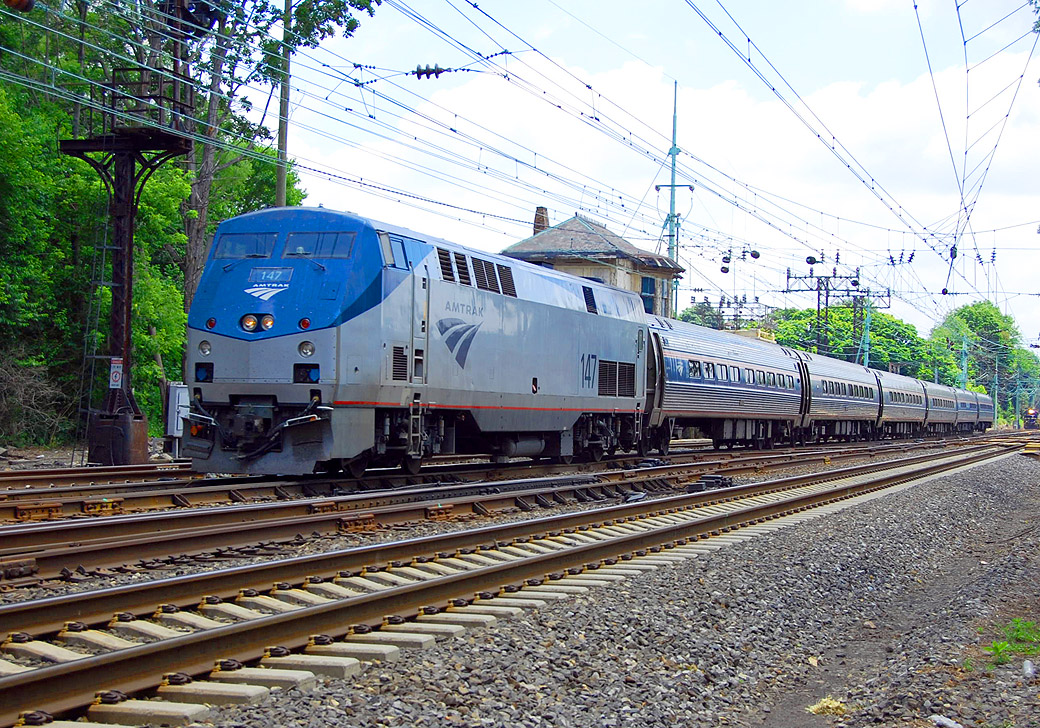

Pennsylvanian je 715 km dlouhé denní železniční spojení mezi New Yorkem a Pittsburghem přes Filadelfii. Je součástí nejvytíženějšího železničního regionu Spojených států, Severovýchodního koridoru. Jízdní doba činí přibližně 9 hodin. Provoz na trati začal v roce 1980 po osmileté pauze, do roku 1972 jezdil na stejnojmenné trati vlak Keystone. Na 167 km úseku z Philadelphie do Harrisburgu byly v roce 2006 ukončeny úpravy tratě umožňující dosahovat rychlosti do 180 km/h.